# Mario Simard
Pour les articles homonymes, voir Simard.
Mario Simard est un chargé de cours en sciences politiques, un attaché politique et un homme politique canadien. Il est député de Jonquière à la Chambre des communes depuis les élections fédérales de 2019.

## Biographie
Mario Simard détient un baccalauréat en science politique de l'Université du Québec à Chicoutimi et une maîtrise dans le même domaine de l'Université d'Ottawa,. Il commence ensuite un doctorat en philosophie politique à l'université Paris-Nanterre. Depuis 2005, il est chargé de cours en sciences politiques et en travail social à l'Université du Québec à Chicoutimi.
De 2014 à 2018, il est également chroniqueur au HuffPost Québec.

### Carrière politique
Militant souverainiste de longue date, Mario Simard se porte candidat à l'investiture du Parti québécois dans la circonscription de Dubuc en vue des élections québécoises de 2018, mais il est défait par Marie-Annick Fortin. En avril 2019, il se porte de nouveau candidat, mais cette fois au niveau fédéral pour le Bloc québécois, dans Jonquière. Étant le seul candidat, il est désigné le 13 juillet le candidat officiel du Bloc québécois,.
Lors du scrutin du 21 octobre, il déloge la députée sortante du Nouveau Parti démocratique, Karine Trudel, par plus de 5 400 voix de majorité. Il est par la suite nommé porte-parole de son parti pour les Ressources naturelles. En février 2020, il est élu vice-président du Comité permanent des ressources naturelles.